# Emilio Camps Cazorla
Emilio Camps Cazorla (Fuensanta de Martos, 31 d'octubre de 1903 - Madrid, 28 de gener de 1952) va ser arqueòleg, professor universitari d'història de l'art i director del Museu Arqueològic Nacional d'Espanya.

## Biografia
Emilio Camps Cazorla es va llicenciar en Ciències Històriques i es va doctorar en Filosofia i Lletres en la Universitat Central de Madrid.
Camps va ingressar en el Cos d'Arxivers, Bibliotecaris i Arqueòlegs el 1930, començant a treballar com a conservador del Museu Arqueològic Nacional que dirigia Francisco de Paula Álvarez-Ossorio, coincidint en aquesta institució amb Felipa Niño Mas, Felipe Mateu y Llopis, Luis Vázquez de Parga e Iglesias i Joaquín María de Navascués.
El seu primer treball com a arqueòleg el va fer junt Joaquín Maria de Navascués, el 1931, assessorats per Juan Cabré, amb l'exploració del castro de los Castillejos, estant |els primers sondejos subvencionats per la Junta Superior d'Excavacions i Antiguitats.
A l'estiu de 1933 participa en el Creuer universitari pel Mediterrani organitzat per la Universitat de Madrid. Li va dirigir la seva tesi Elías Tormo, que va tenir per títol: Art hispano-visigòtic, publicada el 1935.
El 1931 va substituir Manuel Gómez-Moreno a la Càtedra d'Arqueologia Aràbica de la Universitat de Madrid. En la postguerra, va continuar fent classes en la Universitat Central de Madrid i després a la d'Oviedo fins a la seva jubilació, ja estant Catedràtic. També va ser conservador de la Col·lecció artística del Museu Lázaro Galdiano.

## Obra
- Camps Cazorla, Emilio (1927). Puertas mudéjares con inscripción eucarística. Madrid: Archivo Español de Arte y Arqueología. 24 pp.
- Camps Cazorla, Emilio (1929). Arquitectura califal y mozárabe. Madrid: Imprenta de A. Marzo, 32 pp., 30 láminas. Cartillas de Arquitectura Española IV.
- Camps Cazorla, Emilio (1931). Armario morisco, procedente de Toledo, nota descriptiva (adquisiciones de 1930). Madrid: Museo Arqueológico Nacional.
- Camps Cazorla, Emilio (1932). Sillas del coro de Santa Clara de Astudillo (Palencia). Madrid: Museo Arqueológico Nacional. 8 p. (Adquisiciones en 1931).
- Camps Cazorla, Emilio (1933). Los Marfiles de San Millán de la Cogolla. Museo Arqueológico Nacional. Adquisiciones en 1931.Madrid: Blass, 1933. 16 pp.
- Camps Cazorla, Emilio (1934). Tejidos visigodos de la Necropolis de Castiltierra. Madrid: Anuario del Cuerpo Facultativo de Archiveros, Bibliotecarios y Arqueólogos, 16 pp.
- Camps Cazorla, Emilio (1935). El arte románico en España, Barcelona, Editorial Labor, 1935, 13x18, 249 pp.
- Camps Cazorla, Emilio (1936). Cerámica española: Catálogo sumario del Museo Arqueológico Nacional: cerámica española (Nuevas instalaciones). Madrid: Blass, 1936. 109 pp.
- Camps Cazorla, Emilio (1941). Hierros antiguos españoles. Madrid, 1941, Escuela y Artes Oficios Artísticos de Madrid, ilustrado. 32 pp.
- Camps Cazorla, Emilio (1942). El relicario tortosí de San Eulalio. En Archivo Español de Arte. Madrid, 1942. 34 pp.
- Camps Cazorla, Emilio (1943). La cerámica medieval española. Madrid: Publicaciones de la Escuela de Artes y Oficios Artísticos de Madrid, 1943.
- Camps Cazorla, Emilio (1948). Revisión de algunos problemas de los monumentos Ramirenses. Oviedo: 1948, 34 pp.
- Referencia de la librería: 3113T4C6
- Camps Cazorla, Emilio (1951). Lo morisco en el arte de los Reyes Católicos. En Revista de Archivos, Bibliotecas y Museos, Tomo LVII, Año 1951, pp. 623-636. Madrid.
- Camps Cazorla, Emilio (1952). Un lote de piezas célticas en el Museo Lázaro Galdiano. Cartagena, 1952. Separata de la Crónica del II Congreso Arqueológico Nacional, Madrid, 1951. Pp. 355-362.
- Camps Cazorla, Emilio (1953). Módulo, proporciones y composición en la arquitectura califal cordobesa. Madrid: CSIC. 118pp, LXVIII láminas.